# Siren (píseň, Malcolm Lincoln)
„Siren“ (do češtiny přeloženo jako Siréna) je debutový singl estonské skupiny Malcolm Lincoln, který napsal a složil frontman Robin Juhkental. Singl produkoval Vaiko Eplik a je umístěna na debutovém albu Loaded With Zoul.

## Eurovision Song Contest 2010
V prosinci 2009 byla píseň vybrána mezi deset finalistů estonského národního kola Eesti Laul 2010, pomocí kterého se vybírá zástupce země na Eurovision Song Contest. Skupina Malcolm Lincoln v národním kole překvapivě zvítězila, a tak získala možnost reprezentovat Estonsko na Eurovision Song Contest 2010 v norském Oslu.
Na Eurovision Song Contest 2010 se ke skupině Malcolm Lincoln připojilo v prvním semifinále kvarteto Manpower 4, které zpívalo doprovodné vokály. I přes obdržení maximálních 12 bodů z Finska a Lotyšska se Estonsko do finále nekvalifikovalo, obdrželo 39 bodů a umístilo se na 14. místě ze 17 účastníků.

## Videoklip
Videoklip k singlu byl vydán na konci února 2010. Byl režírován Hannou Samoson a Robin Juhkental se v něm prochází ve sněhové bouři s papírovou hlavou v nadživotní velikosti.